# 刘炫豆
刘炫豆（1988年2月29日—），本名刘充，辽宁朝阳人。中国知名音乐制作人、作曲家、青春繁花音乐创始人。
2019年，为古装剧《知否知否应是绿肥红瘦》主题曲《知否知否》及插曲《只问你肯不肯》、《当歌》、《换》作曲、编曲，其中《知否知否》获得2019TMEA腾讯音乐娱乐盛典年度十大金曲奖和2019全球华人歌曲排行榜年度典礼最受欢迎影视金曲。

## 主要影视配曲作品
| 时间 | 电视剧名称               | 歌曲名称         | 身份                   |
| ---- | ------------------------ | ---------------- | ---------------------- |
| 2017 | 《国士无双黄飞鸿》       | 《岁月无影》     | 作曲                   |
| 2017 | 《国士无双黄飞鸿》       | 《对镜独舞》     | 歌曲制作人、作曲、编曲 |
| 2017 | 《国士无双黄飞鸿》       | 《国士无双》     | 歌曲制作人、作曲、编曲 |
| 2018 | 《双世宠妃2》            | 《拜托拜托》     | 歌曲制作人、作曲、编曲 |
| 2019 | 《知否知否应是绿肥红瘦》 | 《知否知否》     | 配唱制作人、作曲、编曲 |
| 2019 | 《知否知否应是绿肥红瘦》 | 《只问你肯不肯》 | 配唱制作人、作曲、编曲 |
| 2019 | 《知否知否应是绿肥红瘦》 | 《换》           | 配唱制作人、作曲、编曲 |
| 2019 | 《知否知否应是绿肥红瘦》 | 《当歌》         | 配唱制作人、作曲、编曲 |
| 2019 | 《青囊传》               | 《星云静好》     | 歌曲制作人、作曲、编曲 |
| 2019 | 《青囊传》               | 《长短一生》     | 歌曲制作人             |
| 2019 | 《上海堡垒》             | 《如果当时》     | 配唱制作人、编曲       |
| 2019 | 《热血少年》             | 《带风的少年》   | 歌曲制作人、作曲、编曲 |
| 2019 | 《明月照我心》           | 《不会离开》     | 歌曲制作人、作曲、编曲 |
| 2019 | 《明月照我心》           | 《野有蔓草》     | 歌曲制作人、作曲       |
| 2019 | 《鳄鱼与牙签鸟》         | 《落叶》         | 歌曲制作人、编曲       |
| 2019 | 《鳄鱼与牙签鸟》         | 《Hot》          | 歌曲制作人、作曲、编曲 |
| 2019 | 《鳄鱼与牙签鸟》         | 《热气球》       | 歌曲制作人、作曲、编曲 |
| 2019 | 《鳄鱼与牙签鸟》         | 《高级动物》     | 歌曲制作人、作曲、编曲 |
| 2020 | 《一诺无悔》             | 《虔诚》         | 歌曲制作人、作曲       |
| 2020 | 《清平乐》               | 《愿歌行》       | 歌曲制作人、作曲、编曲 |
| 2020 | 《清平乐》               | 《桃夭》         | 歌曲制作人、作曲、编曲 |
| 2020 | 《清平乐》               | 《以风为马》     | 歌曲制作人、作曲、编曲 |
| 2020 | 《非常目击》             | 《夜雨雾》       | 配唱制作人、作曲、编曲 |